# Hosszú idők

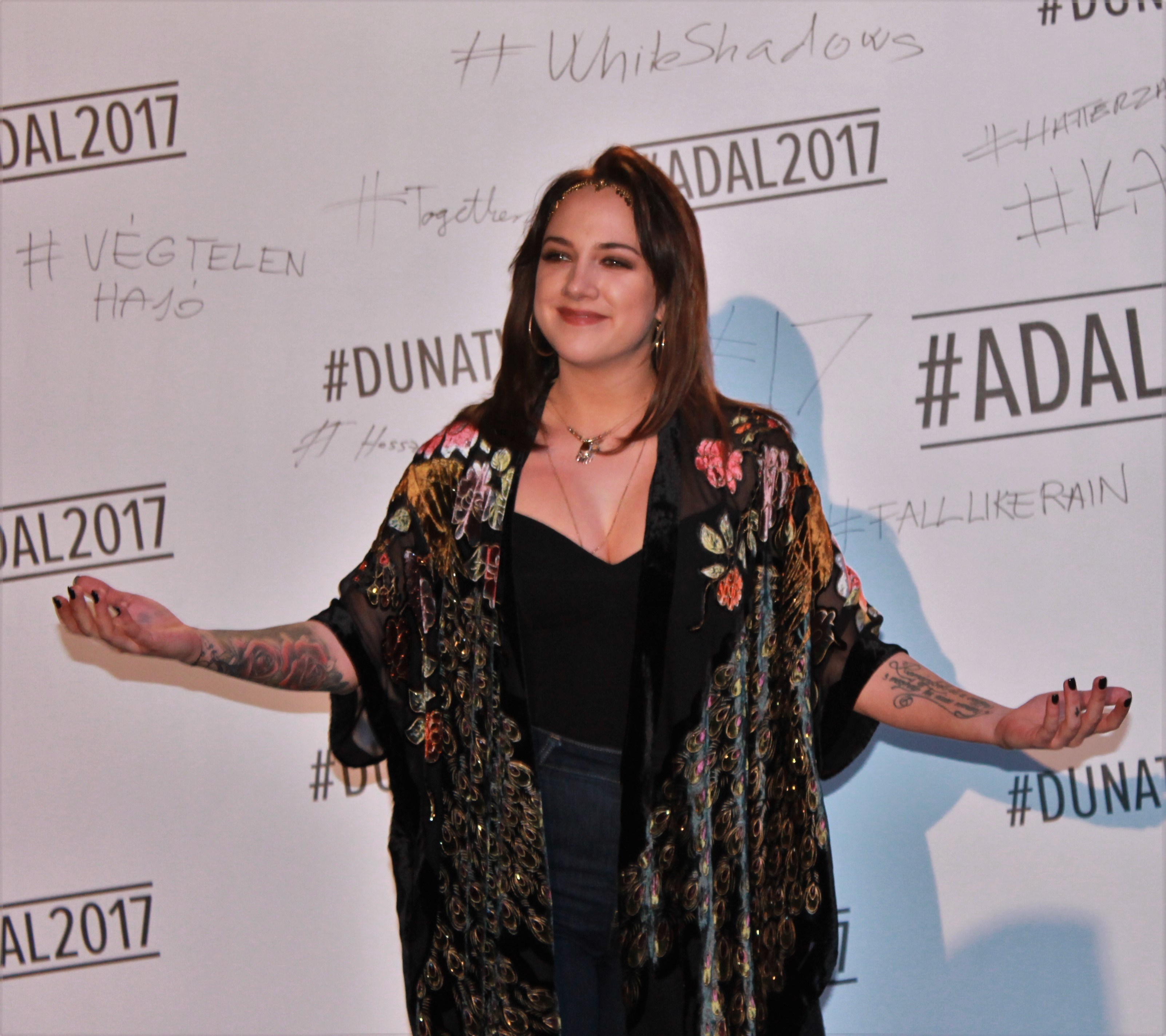
Tóth Gabi A Dal 2017 első sajtótájékoztatóján az Akvárium Klubban

A Hosszú idők Tóth Gabi & Freddie Shuman feat. Lotfi Begi első közös kislemeze, A Dal 2017 döntőse. A dal hivatalosan 2016. december 29-től tölthető le. A dalt 2016. december 9-én töltötte fel a hivatalos YouTube-csatornájára Tóth Gabi, egy nappal azután, hogy bejelentették, hogy ez a mű részt vesz a 2017-es Eurovíziós Dalfesztivál magyarországi előválogatóján, A Dalban. A dal zenéjét Tóth Gabriella, Molnár Tibor, Lotfi Begi és Nagy Dávid szerezték, míg a dalszöveget Molnár Tibor jegyezte. A Hosszú idők 2017. január 26-án megjelent A Dal 2017 – A legjobb 30 válogatáslemezen is.

## A Dalban
A produkciót először a február 4-i harmadik válogatóban adták elő, fellépési sorrendben harmadikként Zävodi + Berkes Olivér #háttérzaj című dala után, és Sapszon Orsi Hunyd le szemed című dala előtt. A válogatóban 41 ponttal holtversenyben a második helyen végeztek, így továbbjutottak az elődöntőbe. A második elődöntőben február 11-én fellépési sorrendben nyolcadikként a Leander Kills Élet című dala után, és Benji Karcok című dala előtt lépett színpadra. Az elődöntőben 44 ponttal az első helyen végeztek, így továbbjutottak a verseny döntőjébe. A dalt utoljára a február 18-i döntőben adják elő.

## Dalszöveg
Hosszú idők múltán

Énekem nektek nyújtám

Itt vagyok értetek újra

Testem és erőm erre gyújtva